# Lista de episódios de Justice League Action
Esta é uma lista de episódios de Justice League Action, uma série animada de televisão americana baseada na equipe de super-heróis da banda desenhada DC Comics do mesmo nome, criada por Gardner Fox e produzida exclusiva para televisão pela Sam Register. Estreou no Reino Unido, no canal Cartoon Network, em 26 de novembro de 2016. Nos Estados Unidos, estreou no canal Cartoon Network, em 16 de dezembro de 2016. No Brasil, estreou no canal Cartoon Network, em 6 de janeiro de 2017, às 16h:00. Em Portugal, estreou no canal Cartoon Network, em 11 de fevereiro de 2017, às 12h:30.

## Resumo
| Temporada | Temporada | Episódios | Exibição original                                                            | Exibição original  | Exibição no Brasil   | Exibição no Brasil  | Exibição em Portugal    | Exibição em Portugal |
| Temporada | Temporada | Episódios | Estreia de temporada                                                         | Final de temporada | Estreia de temporada | Final de temporada  | Estreia de temporada    | Final de temporada   |
| --------- | --------- | --------- | ---------------------------------------------------------------------------- | ------------------ | -------------------- | ------------------- | ----------------------- | -------------------- |
|           | 1         | 39        | 26 de novembro de 2016 (Reino Unido) 16 de dezembro de 2016 (Estados Unidos) | 3 de junho de 2018 | 6 de janeiro de 2017 | 29 de março de 2019 | 11 de fevereiro de 2017 | 2018                 |

## Episódios

### 1ª Temporada (2016-2017)
| #  | #  | Título                                                                                               | Escrito por         | Dirigido por                                      | Exibição original                                                                           | Audiência (em milhões) |
| -- | -- | --- | ------------------- | ------------------------------------------------- | ------------------------------------------------------------------------------------------- | ---------------------- |
| 1  | 1  | "Rocha Antiga" "Classic Rock (Shazam Slam: Part 1)"                                                  | Jake Castorena      | Patrick Rieger                                    | 16 de dezembro de 2016 6 de janeiro de 2017 11 de fevereiro de 2017                         | 1.10                   |
| 2  | 2  | "Perda de Poder" "Power Outage (Shazam Slam: Part 2)"                                                | Jake Castorena      | Heath Corson                                      | 26 de novembro de 2016 16 de dezembro de 2017 6 de janeiro de 2016 11 de fevereiro de 2017  | 1.10                   |
| 3  | 3  | "A Noite do Morcego" "Night of the Bat (Shazam Slam: Part 3)"                                        | Jake Castorena      | Heath Corson                                      | 16 de dezembro de 2016 13 de janeiro de 2017 12 de fevereiro de 2017                        | 1.10                   |
| 4  | 4  | "Derrotar e Enganar" "Abate and Switch (Shazam Slam: Part 4)"                                        | Jake Castorena      | Patrick Rieger                                    | 16 de dezembro de 2016 13 de janeiro de 2017 12 de fevereiro de 2017                        | 1.10                   |
| 5  | 5  | "Siga Aquele Táxi Espacial" "Follow That Space Cab!"                                                 | Jake Castorena      | Paul Dini                                         | 26 de novembro de 2016 21 de janeiro de 2017 20 de janeiro de 2017 18 de fevereiro de 2017  | 0.65                   |
| 6  | 6  | "Valores de Família Nuclear" "Nuclear Family Values"                                                 | Jake Castorena      | Paul Dini                                         | 27 de novembro de 2016 28 de janeiro de 2017 20 de janeiro de 2017 18 de fevereiro de 2017  | 0.76                   |
| 7  | 7  | "Rei Zumbi" "Zombie King"                                                                            | Jake Castorena      | Paul Dini                                         | 3 de dezembro de 2016 4 de fevereiro de 2017 27 de janeiro de 2017 19 de fevereiro de 2017  | 0.87                   |
| 8  | 8  | "Piada Galática" "Galaxy Jest"                                                                       | Jake Castorena      | Duane Capizzi                                     | 4 de dezembro de 2016 11 de fevereiro de 2017 27 de janeiro de 2017 19 de fevereiro de 2017 | 0.83                   |
| 9  | 9  | "Volta no Tempo (BR)" Histórias do Passado (PT) "Time Share"                                         | Shaunt Nigoghossian | Josie Campbell                                    | 10 de dezembro de 2016 18 de fevereiro de 2017 3 de fevereiro de 2017 24 de julho de 2017   | 0.74                   |
| 10 | 10 | "Sob um Sol Vermelho (BR)" Debaixo de Um Sol Vermelho (PT) "Under A Red Sun"                         | Doug Murphy         | Shannon Denton (história) Heath Corson (teleplay) | 11 de dezembro de 2016 25 de fevereiro de 2017 3 de fevereiro de 2017 24 de julho de 2017   | 0.83                   |
| 11 | 11 | "Demônio Veloz (BR)" Demónio da Velocidade (PT) "Speed Demon"                                        | Doug Murphy         | Paul Dini                                         | 11 de dezembro de 2016 25 de julho de 2017                                                  | 0.90                   |
| 12 | 12 | "O Truque do Chapéu (PT) Hat Trick"                                                                  | Shaunt Nigoghossian | Duane Capizzi                                     | 11 de dezembro de 2016 25 de julho de 2017                                                  | 0.74                   |
| 13 | 13 | "Luthor no Paraíso (BR) / (PT) "Luthor in Paradise"                                                  | TDA                 | TDA                                               | 11 de dezembro de 2016 26 de julho de 2017                                                  | 0.67                   |
| 14 | 14 | "Brincadeira de Criança (BR)" Um Encontro de Brinquedos (PT) "Play Date"                             | Shaunt Nigoghossian | Paul Dini                                         | 17 de dezembro de 2016 10 de fevereiro de 2017 26 de julho de 2017                          | 0.90                   |
| 15 | 15 | "Repulsão (BR) Repulse!"                                                                             | Curt Geda           | Jeremy Adams                                      | 18 de dezembro de 2016 10 de fevereiro de 2017 27 de julho de 2017                          | 0.74                   |
| 16 | 16 | "Raiva dos Lanternas Vermelhas (BR)" A Raiva dos Lanternas Vermelhas (PT) "Rage of the Red Lanterns" | TDA                 | TDA                                               | 18 de dezembro de 2016 27 de julho de 2017                                                  | 0.66                   |
| 17 | 17 | "A Chama do Congelador (PT) Freezer Burn"                                                            | TDA                 | TDA                                               | 18 de dezembro de 2016 31 de julho de 2017                                                  | 0.66                   |
| 18 | 18 | "Travessura ou Amargura (BR)" Doçura ou Travessura (PT) "Trick or Treat!"                            | Doug Murphy         | Paul Dini                                         | 24 de dezembro de 2016 17 de fevereiro de 2017 31 de julho de 2017                          | 0.67                   |
| 19 | 19 | "O Homem Plástico Salva o Mundo (PT) Plastic Man Saves the World"                                    | Shaunt Nigoghossian | Heath Corson                                      | 15 de janeiro de 2017 1 de agosto de 2017                                                   | 0.73                   |
| 20 | 20 | "Viagem de Campo (PT) Field Trip"                                                                    | Jake Costerena      | Josie Campbell                                    | 21 de janeiro de 2017 1 de agosto de 2017                                                   | 0.58                   |
| 21 | 21 | "Batalha pela Cidade Engarrafada (PT) Battle for the Bottled City"                                   | Shaunt Nigoghossian | Heath Corson                                      | 29 de janeiro de 2017 2 de agosto de 2017                                                   | 0.68                   |
| 22 | 22 | "Cruzamento Duplo (PT) Double Cross"                                                                 | Shaunt Nigoghossian | Jonathan Callan                                   | 10 de março de 2017 10 de junho de 2017 2 de agosto de 2017                                 | 0.76                   |
| 23 | 23 | "Diz, Laranja (PT) Say Orange"                                                                       | PA                  | PA                                                | 29 de janeiro de 2017 17 de junho de 2017 3 de agosto de 2017                               | PA                     |
| 24 | 24 | "O Jardim do Mal (PT) Garden of Evil"                                                                | Shaunt Nigoghossian | Paul Dini                                         | 11 de março de 2017 24 de junho de 2017 3 de agosto de 2017                                 | 0.64                   |
| 25 | 25 | "Todos A Bordo do Comboio Espacial (PT) All Aboard the Space Train"                                  | Doug Murphy         | Ray Utarnachitt                                   | 11 de março de 2017 1 de julho de 2017 7 de agosto de 2017                                  | 0.62                   |
| 26 | 26 | "Intervalo (PT) Time Out"                                                                            | Jake Castorena      | Jonathan Callan                                   | 8 de julho de 2017 7 de agosto de 2017                                                      | 0.68                   |
| 27 | 27 | "O Passageiro Fatal (PT) The Fatal Fare"                                                             | Doug Murpy          | Paul Dini                                         | 28 de maio de 2017 (Escândinávia) 15 de julho de 2017 8 de agosto de 2017                   | 0.66                   |
| 28 | 28 | "A Mix do Mxy (PT) Mxy's Mix-Up"                                                                     | Doug Murphy         | Jim Krieg                                         | 22 de julho de 2017 8 de agosto de 2017                                                     | 0.56                   |
| 29 | 29 | "Aventuras Sobrenaturais no Babysitting (PT) Supernatural Adventures in Babysitting"                 | Shaunt Nigoghossian | Ernie Altbacker                                   | 29 de julho de 2017 9 de agosto de 2017                                                     | 0.59                   |
| 30 | 30 | "O Ouro do Booster (PT) Booster's Gold"                                                              | Jake Castorena      | Jim Krieg                                         | 12 de agosto de 2017 9 de agosto de 2017                                                    | PA                     |
| 31 | 31 | "Boo-ray for Bizarro"                                                                                | Doug Murphy         | Heath Corson                                      | 19 de agosto de 2017 10 de agosto de 2017                                                   | PA                     |
| 32 | 32 | "O Melhor Dia de Sempre (PT) Best Day Ever"                                                          | Jake Castorena      | Paul Dini                                         | 26 de agosto de 2017 10 de agosto de 2017                                                   | PA                     |
| 33 | 33 | "A Raíz do Cubo (PT) The Cube Root"                                                                  | Shaunt Nigoghossian | Ernie Altbacker & Jennifer Muro                   | 2 de setembro de 2017 14 de agosto de 2017                                                  | PA                     |
| 34 | 34 | "Sid Sharp, o Amigo do Super-Homem (PT) Superman's Pal, Sid Sharp"                                   | Jake Castorena      | Brian Ford Sullivan                               | 9 de setembro de 2017 14 de agosto de 2017                                                  | PA                     |
| 35 | 35 | "Super-Homem Vermelho contra Super-Homem Azul (PT) Superman Red vs Superman Blue"                    | PA                  | PA                                                | 16 de setembro de 2017 15 de agosto de 2017                                                 | PA                     |
| 36 | 36 | "Confusão Por Fases (PT) Phased and Confused"                                                        | PA                  | PA                                                | 23 de setembro de 2017 15 de agosto de 2017                                                 | PA                     |
| 37 | 37 | "O Ringer (PT) The Ringer"                                                                           | PA                  | PA                                                | 30 de setembro de 2017 16 de agosto de 2017                                                 | PA                     |
| 38 | 38 | "Não me Esquecer (PT) Forget Me Not"                                                                 | PA                  | PA                                                | 7 de outubro de 2017 16 de agosto de 2017                                                   | PA                     |
| 39 | 39 | "The Brain Buster"                                                                                   | PA                  | PA                                                | 14 de outubro de 2017                                                                       | PA                     |